# مسجد نانغالو الكبير
مسجد نانغالو الكبير هو مسجد يقع على مشارف قرية باتانغ في بادانج غرب سومطرة في إندونيسيا.

## البناء
بني مسجد نانغالو الكبير في عام 1911 على نمط عمارة المينانجكاباو والعمارة العربية، ومع ذلك فإن المبنى الحالي هو نتيجة لعملية تجديد كبرى تمت في عام 1989 وفق نمط العمارة الحديثة، حاليا يستخدم المسجد للأنشطة الدينية للمسلمين، ويستخدم أيضا كوسيلة للتعليم الديني .

## التاريخ
المسجد كان يعرف أصلا باسم مسجد البرج في عام 1911، وقد بني المسجد لأول مرة بمزيج من العمارة العربية وعمارة المينانجكاباو، وتم بناء المسجد من قبل التجار العرب في بادانج، وأيضا من العديد من العلماء الذين يعيشون في المدينة، وقد تم بناء المسجد بها باستخدام نظام ونمط لا يستخدم المسامير في الخشب، وتبلغ سماكة جدران المسجد حوالي 25 سم، في حين صنعت الأبواب من الخشب وهي أيضا سميكة، قبل بضع سنوات كم الاستقلال كثف الهولنديون الهجمات ضد السكان الأصليين، وكان أفراد المجتمع المحلي تختار لإنقاذ أنفسهم من خلال فرارهم إلى المسجد، وأصبح المسجد معقلا لأفراد المجتمع المحلي، المسجد ايبلغ طوله 25 مترا .

## التحديث
نظرا لحالة المبنى غير المكتملة ولعدم قدرة امسجد لاستيعاب عدد كافي من المصلين، ففي عام 1989 تم هدم المسجد ثم أعيد بناؤها في طابقين، ويعد هذا التجديد من قبل البعض أمر مؤسف لإزالة النموذج الأصلي، وبعد التجديد لم يكن هناك أي علامة من علامات المسجد السابق، زخرفة المسجد هي الآن سميكة مع أرضيات من الرخام والجدران .